# スズメ
スズメ（雀、すずめ、学名 Passer montanus ）は、スズメ目スズメ科スズメ属に分類される鳥類の1種。人家の近くに生息する小鳥である。

## 形態
全体的に丸みを帯びた褐色の印象の全長14cm〜15cmの小鳥であり、翼長70 mmで体重は25 g程度。雌雄同色で性別差は無い。色は部位によって濃淡があり、額から後頭部にかけてはやや濃い色で、クリの実のような褐色である。背面はやや淡い色合いで、黒い筋模様が目立ち、羽の開き具合によっては斑模様にも見える。これは肩羽、雨覆などでは一枚一枚の羽根に黒く太い軸班があり、茶色の縁取りがあるために集まって模様が見えるものである。尾羽の腹側である下尾筒にも黄褐色の軸班がある。胸および腹は極淡い褐色であり、白色と表現されることも多い。
眼の周り、および喉元は黒色でよく目立つ。過眼線は短い。鳥は眼の後ろに耳があるが、耳羽で隠れている。スズメは耳羽は前側が白色、後ろ側が黒色である。嘴は黒色で、嘴峰12 mm内外と小さい。ただし、幼鳥の嘴は淡黄色であり、成鳥でも若いものは基部に黄色が残るものがしばしばみられるという。
脚部は褐色で体の大きさの割に強靭である。足は4本指の内の3本が前向き、1本が後ろ向きの三前趾足と呼ばれるものでスズメ目の多くの種に共通する。
卵は長径20 mm内外の短径14 mm内外で灰白色の地に褐色のまだら模様が入るものである。ウズラのものによく似ているが、班は小さい。

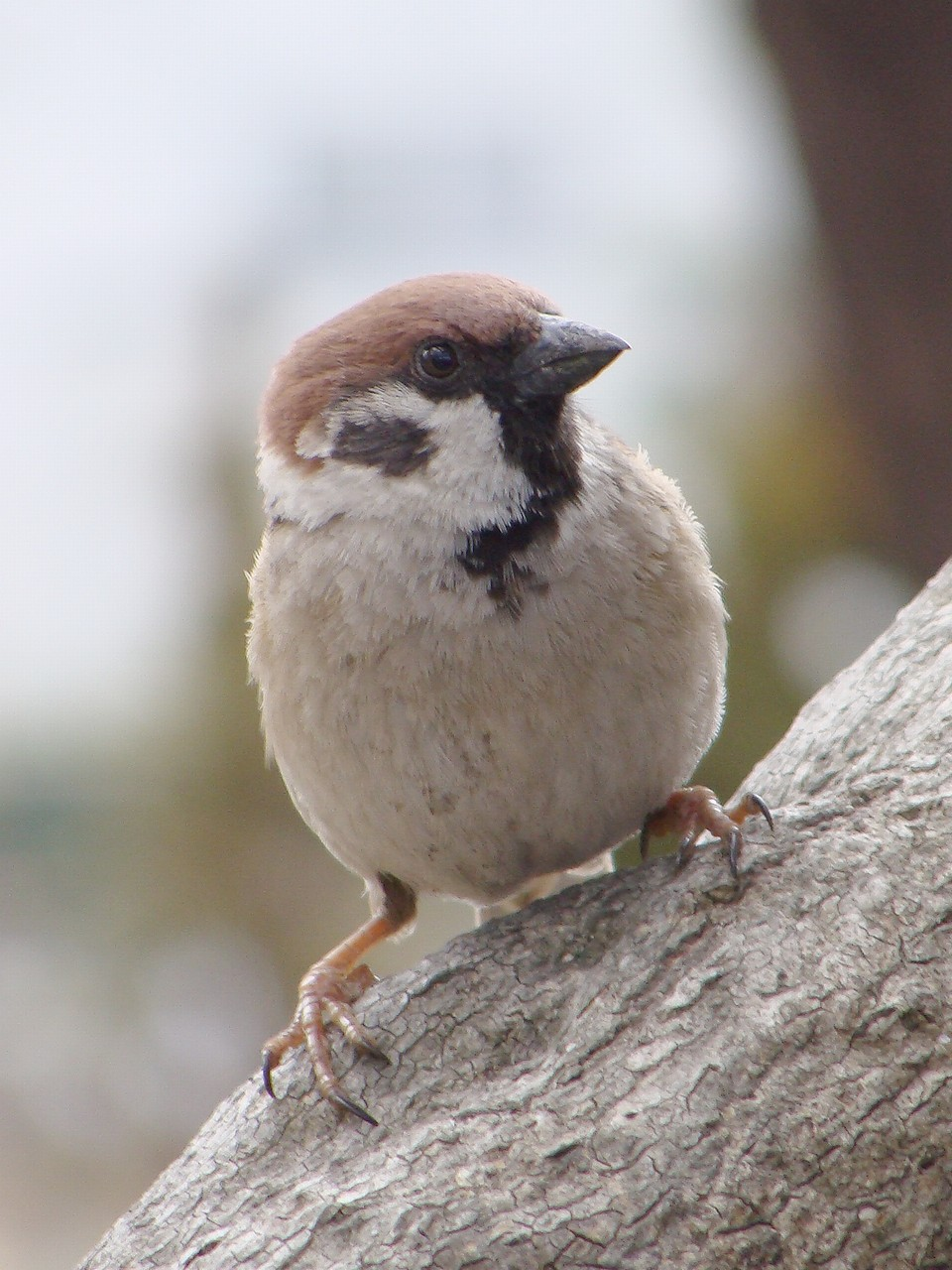
スズメの喉元の黒い部分
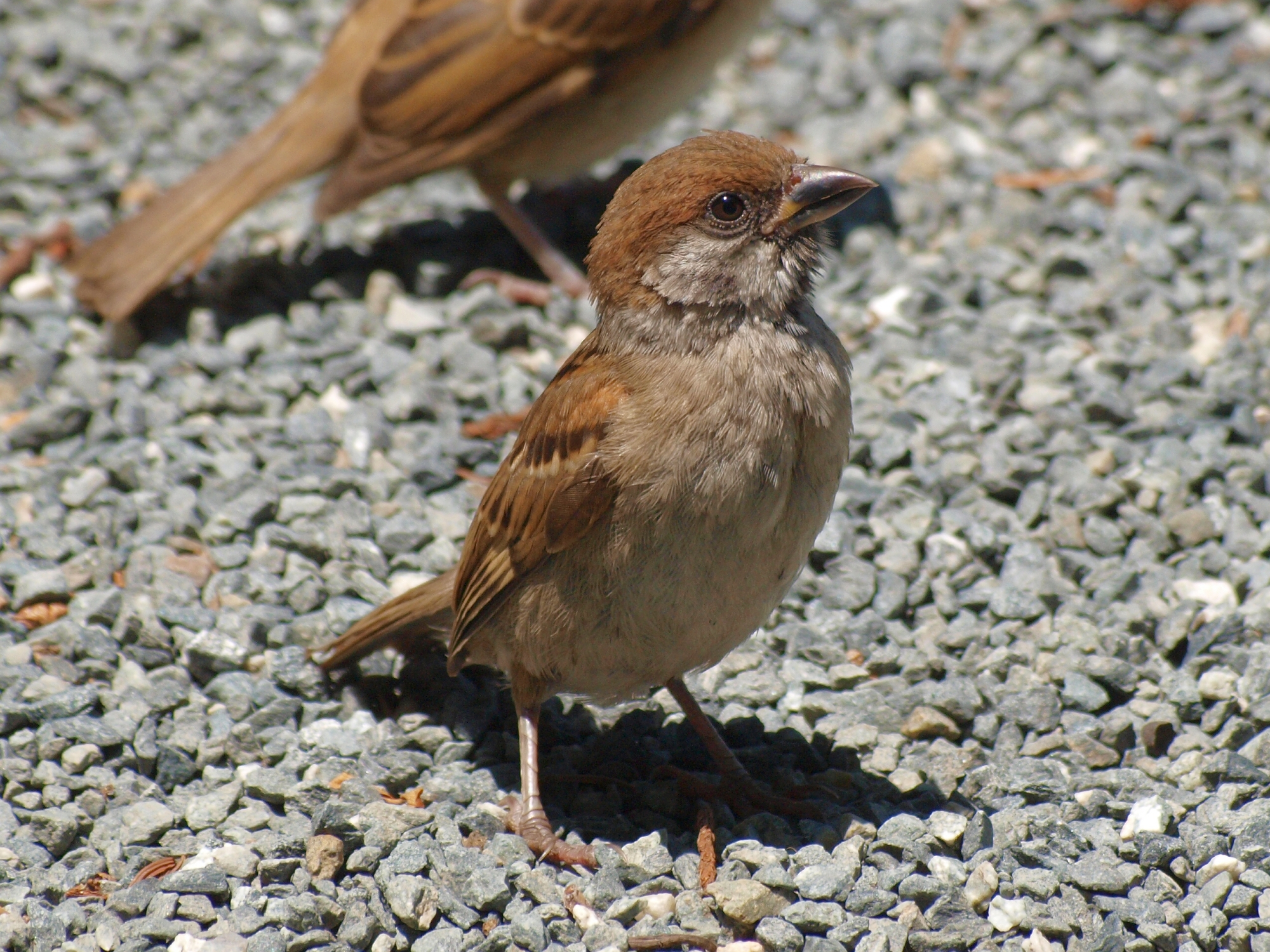
巣立ったばかりの雛の喉元はまだ黒くない
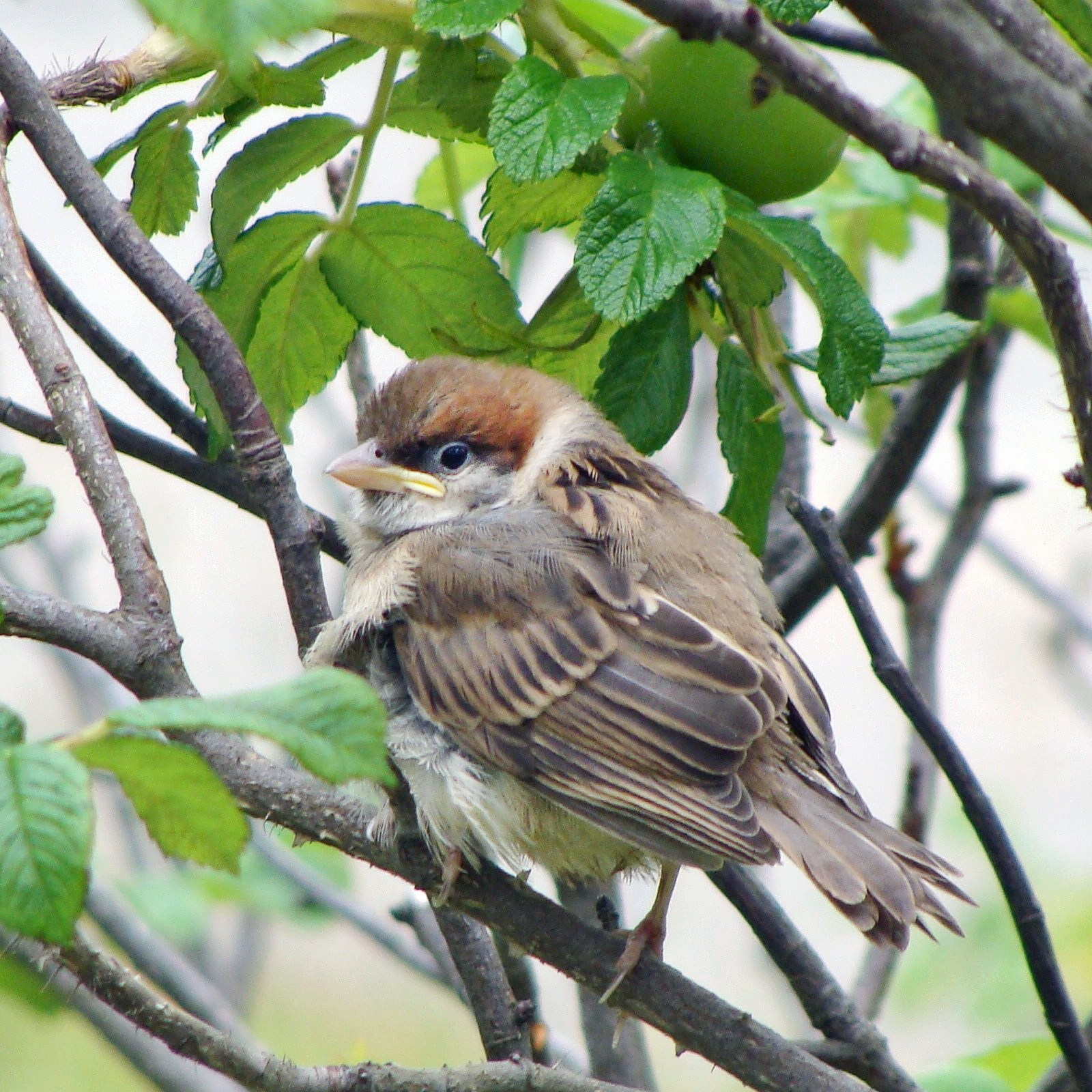
幼鳥

### 類似種
ニュウナイスズメは目の周りの黒色の部分がない。モズ類にも色合いが似るが、モズは体が本種よりも大きく細長く過眼線も太い。

## 分布

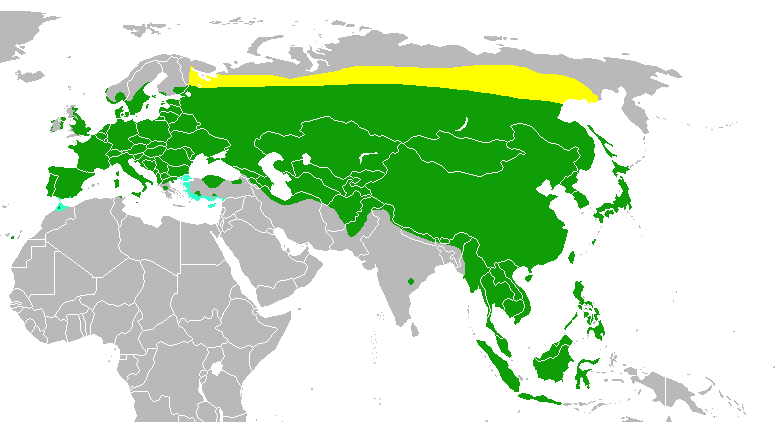
繁殖地
周年生息地
越冬地

ユーラシア大陸およびその周辺の島々に広く分布するが、インド亜大陸のほとんどの地域は分布を欠く。日本にいるものはこのうちのアジア亜種である。この亜種は樺太から台湾にかけて分布するものとされている。
日本では北海道から沖縄までほぼ全域で見られるが、いくつかの離島には分布していない。例えば、本州から1,000 kmほどある小笠原諸島には生息していないが、これは分散の機会がないからだと思われる。本州から最も距離があるのに分布しているのは、沖縄本島から400 kmほどの南大東島、北大東島である。一方で、舳倉島など能登半島から50 kmほどだが留鳥として分布していない所もあるので、分布は単純に本州からの距離だけで決まるわけではないようである。

## 生態
地上では両足で飛び跳ねて（ホッピング、英: hopping）素早く移動する。飛翔は直線的であるが、急に飛ぶ方向を変えたりすることもできる。鳴き声は一般的に「ちゅんちゅん」と表される。「チュン」という声を基調に、変化のある鳴き声を続けて発したりするが、ときに「ジュクジュクジュク」と胸を反らせながら尾を上げて激しく鳴くことがある。それは、縄張りを守る威嚇行動と考えられる。また、交尾の際に下の雌が、少し広げた翼を小刻みに震わせながら「ヒヨヒヨヒヨ」と細い声を発する。
一般に留鳥とされているが、日本で1920年代から1940年代に行われた移動性を調べる調査によれば、移動距離が25 km（キロメートル）以内（特に5 km以内）の真の留鳥集団と100 km以上を移動する移動性の高い集団が存在していることが明らかとなった。この調査に於いて、新潟県で標識放鳥された約5700個体のうち7個体が岡山県で、3個体が高知県で標識回収された事が記録されている。
食性は雑食性で、イネ科を中心とした植物の種子や虫を食べる。また、都市部に生息するスズメは桜の花の蜜、パン屑・菓子屑や生ゴミまで、何でも食料にする。桜の蜜を大変好むが、花の蜜だけ舐めることのできるメジロやヒヨドリと違い花をちぎって蜜を舐めるため、桜にとっては花粉を運んでもらえない迷惑な鳥でもある。このような雑食性が、都市部での繁殖を可能にした理由の1つと考えられている。繁殖期には子育てのために虫を好んで捕獲する。夏から秋にかけては稲に対する食害も起こすが、稲の害虫も食べることでも知られる。
繁殖は春から夏頃（主に3-8月）にかけて行われる。1年に2回程度繁殖すると考えられている。人に対する警戒心は強いが、人の生活の傍らで繁殖を行う。そうすることで天敵などから身を守る効果があると推測されている。一方、集団で繁殖する習性があり、20つがい以上がいないと繁殖しないという報告もある。
巣は地面近くには作らず、人の身長よりも高い位置に作ることが多い。見た目には無理と思われるような隙間でも擦り抜けられるので、スズメの巣そのものは普段目に付かないが、巣の真下付近には枯草などの巣材の残骸が散らかっていることが多いので、それを頼りに見付け出すことができる。また、雛が餌をねだる高い周波数のチリチリという鳴き声で巣の存在に気付くこともある。日本では人間の生活に密着しているので、多くは瓦の下や雨樋と屋根の隙間などの屋根の軒の隙間や、この他にも人の住んでいない家や集合住宅の換気扇カバーの中や煙突、プレハブの鉄骨の隙間や穴など直径3 cm または 2.5 cm × 4 cm ほどの隙間さえあれば入り込んで営巣することがある。人間が設置した巣箱も利用するが、この際は出入口の位置まで巣材を積み上げる習性がある。他に、電話線の分配ボックス、電柱トランス下のスペース、交通標識の横に伸びたパイプ、ガソリンスタンドの天井の照明の裏等でも営巣する。
自然にあるもので営巣する場合、木の洞（きのうろ）や、さらに樹木の枝の茂みに球形の巣を作ることもある。ツバメなど他の鳥の古巣を利用することもあり、造巣中のコシアカツバメの巣を奪って使った観察記録もある。まれにスズメバチの古巣を利用した例も報告されている。また、トビやクマタカなど猛禽類の巣の下部裏側に営巣することもあり、これは猛禽類の近くに外敵が来ないことを利用していると考えられる。
巣の材料として、イネ科の植物などの繊維状のものを用いるので、営巣時期にはそれらをくわえて飛ぶ様が見られる。巣の大きさや形状は営巣場所の穴の形や隙間によって変わる。巣に人間などの外敵が近付くと「ヂヂヂヂヂヂ」と短く高い声で警告されるが、この場合、卵の有無は問わず、ある程度完成した巣であると警告を行うとされる。毎日1個の卵を産み、1つの巣に産む卵の数は4 - 8個とされ、5 - 6卵が75%を占める。2010年には、秋田県大潟村で、9卵が産みこまれていた例が報告されている。卵は灰白色で、紫褐色や灰色、黒褐色の斑があり鈍端側に多い。卵の大きさは1.7-2.25 cm × 1.3-1.55 cm。雌雄が抱卵し10 - 12日で孵化する（抱卵日数は10 - 14日）。ヒナは晩成性で14 - 18日で巣立つ。

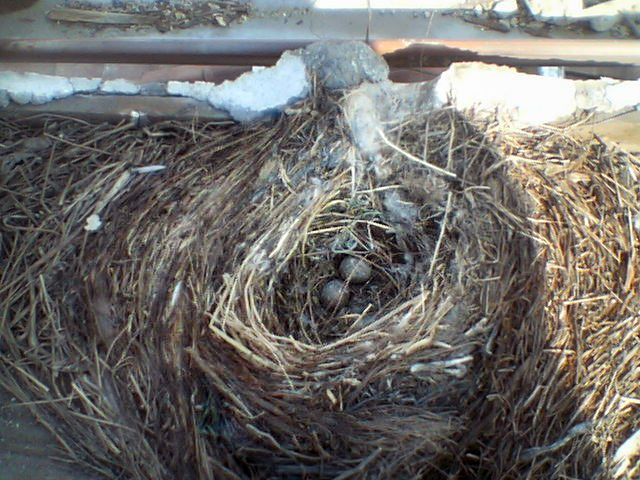
スズメの巣、
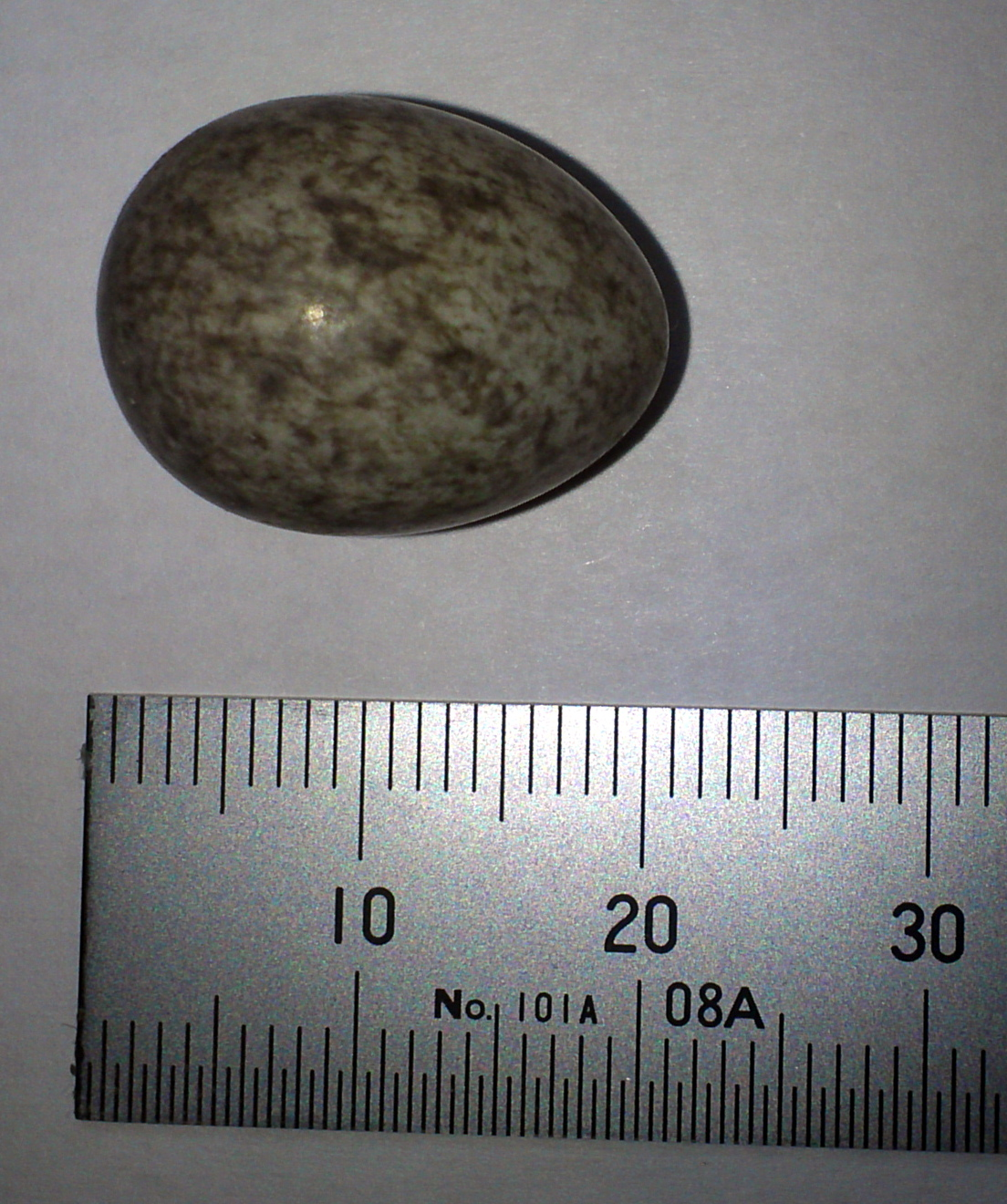
卵。卵の長径は約2 cm、短径は約1.5 cm
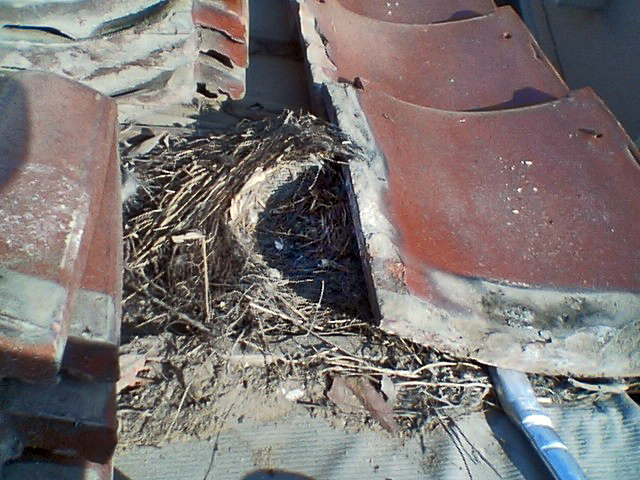
スズメの巣と瓦の隙間
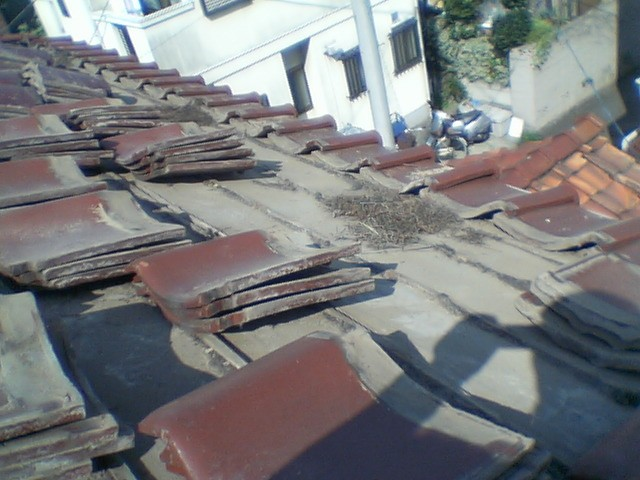
巣材は主にイネ科の植物

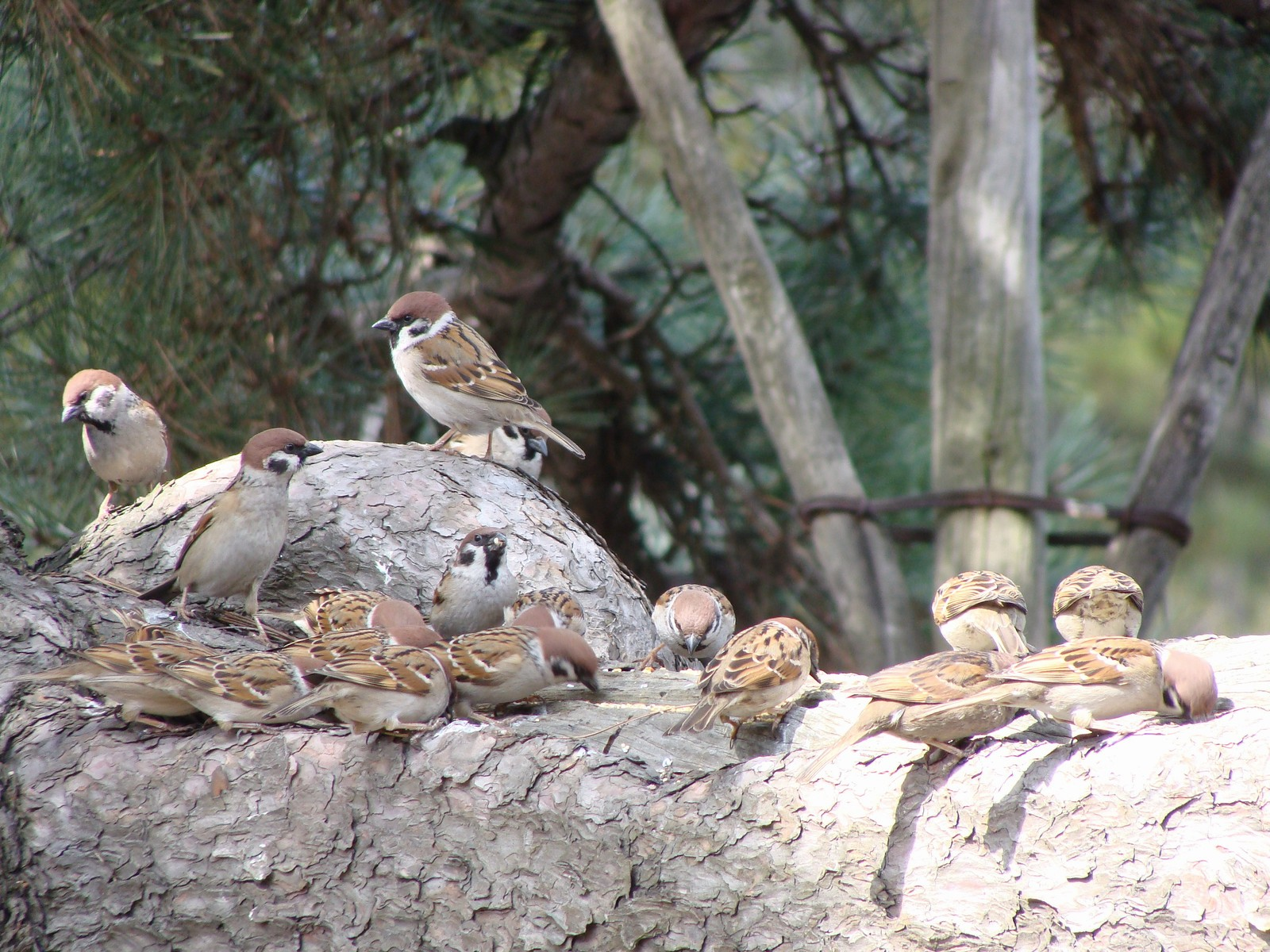
群れで採餌中のスズメ

夏から秋にかけて、街路樹などに数十から数百羽が集まってねぐらを形成する。その年生まれの若鳥が多いとされるが、若い個体だけでなく成鳥もまざっている。集まることで、体温の維持、翌日の餌場の探しやすさ、睡眠時の安全性の向上などの効果があると考えられている。一方で、群れのねぐらに入らず個々の場所に定住する個体は成鳥が多いとされる。
近縁で主にヨーロッパに分布するイエスズメでは、喉元の黒い部分の大きさが、その個体のコンディションの良さを表しており、黒い部分が大きいほど、または黒さが強いほど群れの中で優位な個体であるという研究がある。一方、スズメの頬および喉の黒い部分と社会的なランクについては、それほどはっきりした関係がないことが示されている。ただし、イエスズメについても否定的な研究もあり、スズメについてもまだ十分調べられているわけではない。
三上 (2008) は農村地帯や都市部などの各環境におけるスズメの営巣密度に、面積を掛け合わせて日本国内にいるスズメの生息数を推測した。その試算では営巣数は900万か所、1つの営巣箇所には雌雄のつがいがいるとすると単純に1,800万羽はいるのではないかとしている。昭和末期以降、日本のスズメは減少傾向にあると言われている。特に都市部の個体群の減少が著しいという。原因はよくわかっていないが、一説には住宅構造の変化により営巣場所が減少していることが言われている。九州地方ではスズメとキジバトが主要な狩猟鳥獣であったが、1980年代からこの2種の減少とヒヨドリやカラスの急増が見られた。コンバインの増加や麦作の減少によりイネ科植物の種子に依存するスズメ等は不利となり、果樹や家庭ごみを食べる種が有利になったのではないかとする説がある。
2024年10月の報道によると、環境省と日本自然保護協会の調査で、スズメが1年あたり3.6%減少していたというデータが示された。これは環境省のレッドリストで絶滅危惧種の基準に相当する年3.5%以上のペースに該当する。
スズメの寿命はよく分かっていない。理由は、そのための調査があまり行われていないせいもあるが、巣立ち後に分散するので個体の寿命を把握しづらいためである。ヨーロッパの標識調査からのある推定では、秋頃に捕獲された雛が、翌年の春を迎えるまでの生存率は0.49、その後の生存率は年あたり0.32となっている。これらの値が日本でも成り立つとすると、秋頃の当年生まれの個体の期待余命は1.4か年ほど、1年目の春を迎えた個体の期待余命は1年ほどということになる。卵の段階から巣立つまで、そして巣立った直後から秋にかけては、かなり高い死亡率を持つと思われる。
日本における自然条件下の最長寿命は、2293日である。これは初めて捕獲されて標識されてから、次に捕獲されたまでの日数なので、少なくともこれ以上生きたことは間違いない。飼育下では、一般に自然条件下よりも長く生き（生理的寿命）、最長15年という記録がある。寿命については謎も多い。
生息地は、都市、農村、里などの人の居住域付近であり、一年中見られる留鳥または漂鳥である。典型的なシナントロープで、人間が住み始めた集落にはスズメも居着き、逆に人間が離れ集落が無人になるとスズメも見られなくなるという傾向がある。

## 分類

### 分類体系上の位置の変化
シブリー・アールキスト鳥類分類では、スズメ目・スズメ科・スズメ亜科に分類されていた。上位分類はシュシュの変遷を経て近年はスズメ科とされている。

### 亜種
- P. montanus. montanus (Linnaeus, 1758) 基亜種 - ヨーロッパからアフリカ北部、モンゴル北部、満州、オホーツク海[29]。
- P. montanus. transcaucasicus (Buturlin, 1906) - コーカサス南部（ジョージアの黒海沿岸からイラン北部）[29]。
- P. montanus. dilutus (Richmond, 1896) - トランスカスピアからパキスタン西部、ゴビ砂漠、中国西部（新疆）[29]。
- P. montanus. dybowskii (Domaniewski, 1915) - アジア東部（アムール川下流から満州、朝鮮北部）[29]。
- P. montanus. kansuensis (Stresemann, 1932) - 中国西部（ツァイダム盆地、甘粛）[29]。
- P. montanus. iubilaeus (Anton Reichenow, 1907) - 中国東部（遼寧から長江下流、陝西）[29]。
- P. montanus. obscuratus (Jacobi, 1923) - ネパールからインド北東部、ミャンマー、中国西・中部（四川から湖北）[29]。
- P. montanus. saturatus (Stejneger, 1885) 亜種スズメ - 千島列島、日本、韓国、琉球諸島、台湾、中国南東部[29]。
- P. montanus. malaccensis (Dubois, 1885) - ミャンマー中部、マラヤ、海南島、ベトナム、インドネシア西部[29]。

## 人間との関係

### 食用
肉は食用にできる。養鶏が発達するまでは世界的に野鳥を捕まえ食べる文化があり、日本も例外ではない。仏教による肉食の制限が厳しかった時代でも、獣肉は庶民を中心に、野鳥に関しては上流階級を含めしばしば食べられていたという。スズメも昭和30年代ごろまでは田舎を中心に食文化が残っていた。江戸時代の文献ではスズメの調理法には汁物と焼物が挙げられており、これは他の鳥にもおおむね共通する。鳥によっては刺身で食べていたという記述もあるが、スズメは出てこないようである。味は通常の鶏肉と然程変わりはないが少し固い。
後述のように稲の害鳥として有名であり、農耕の神である稲荷神を祀る稲荷神社ではスズメを食べる風習を持つところがある。日本で現在でもスズメが食べられるところとしては京都の伏見稲荷大社周辺が有名で、幾つかの店舗がある。材料には国産のスズメを用いて冬季の狩猟期間中限定で提供する。
朝鮮半島、中国などにもスズメを食べる文化がある。朝鮮半島ではスズメを食べると天然痘の予防になるという言い伝えがあるという。
日本では狩猟鳥獣46種の1種であり、狩猟免許を取得の上で都道府県の名簿に登載されれば、冬季に指定区域内で狩猟ができる。銃やトリモチもあるが、経済的には網猟で行われる。昭和20年代の静岡県の例では、冬季のスズメ猟は以下のようにして行われたという。湿地のアシ原をねぐらとするスズメの群れを対象に、夜のうちに小舟を使い要所要所に網を張っておく。朝になると棒でアシ原を叩き、網に追い込むようにして捕まえる。捕獲後はただちに背骨を折って〆、羽を毟って内臓を取り除き料理屋などへ納めた。この方法で1回当たり数百羽が捕れたという。近年このようなかすみ網的な無差別的な網猟は禁止されており、無双網といって刈り取り後の水田などに囮個体を配置し、任意のタイミングで網をかぶせる方法がとられることが多い。

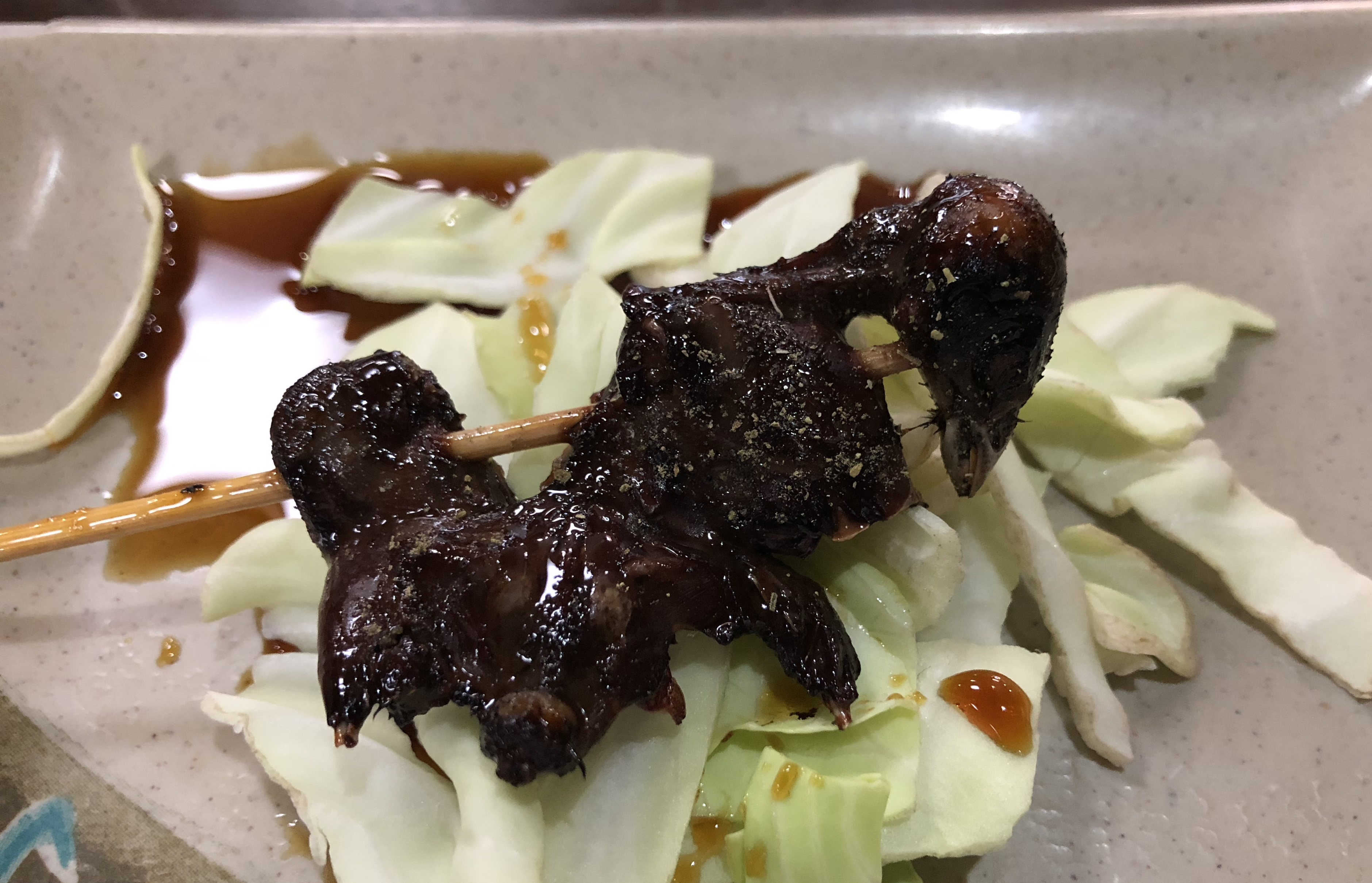
スズメの焼き鳥。伏見稲荷大社

### 獣害
夏から秋にかけては稲に対する食害も起こす。しかし、農村地帯で繁殖するスズメは、稲にとっての害虫も食べるため、コメ農家にとっては総合的に益鳥の面が大きいともされる。
農林水産省がまとめる最近の獣害被害状況ではスズメによる被害面積は400 ha、金額1億7000万円前後である。作物別の被害額はイネが過半数を占め9700万円、果樹が6500万円前後で続く。イネが過半数を占めるのはスズメとイノシシだけに見られる珍しい特徴である。
「スズメ追い」「鳥追い」などという風習が各地にある。
ニュウナイスズメという別種のスズメは、繁殖期には森林または北方で繁殖し、夏の終わりから秋にかけて農村地帯に現れる。益鳥としての働きをしないので害鳥としての面が強いといわれている。この稲を食害するニュウナイスズメとスズメが、スズメとして一緒にくくられることで、スズメが必要以上に害鳥扱いされた可能性もある（ただし、理由はわかっていないが、ニュウナイスズメが大規模に農村地帯に出現することは現在ではほとんどなくなった）。
中国においては、1955年、大躍進政策の一環として行われた「四害追放運動」において、スズメを稲をついばむ害鳥とし、ネズミ、ハエ、カとともにスズメを撲滅させるという計画が実施され、大規模な人海戦術で、年間11億羽以上も駆除したといわれている。しかし、1960年にはスズメは対象から外され、代わってナンキンムシが加えられた。スズメが外された理由は中国が発表していないのでよく分かっていない。一説には、スズメの激減で農作物の害虫が増え、稲だけでなく野菜など他の農作物にも甚大な被害が及び、全国的に凶作となったためともいわれている。

### 飼育

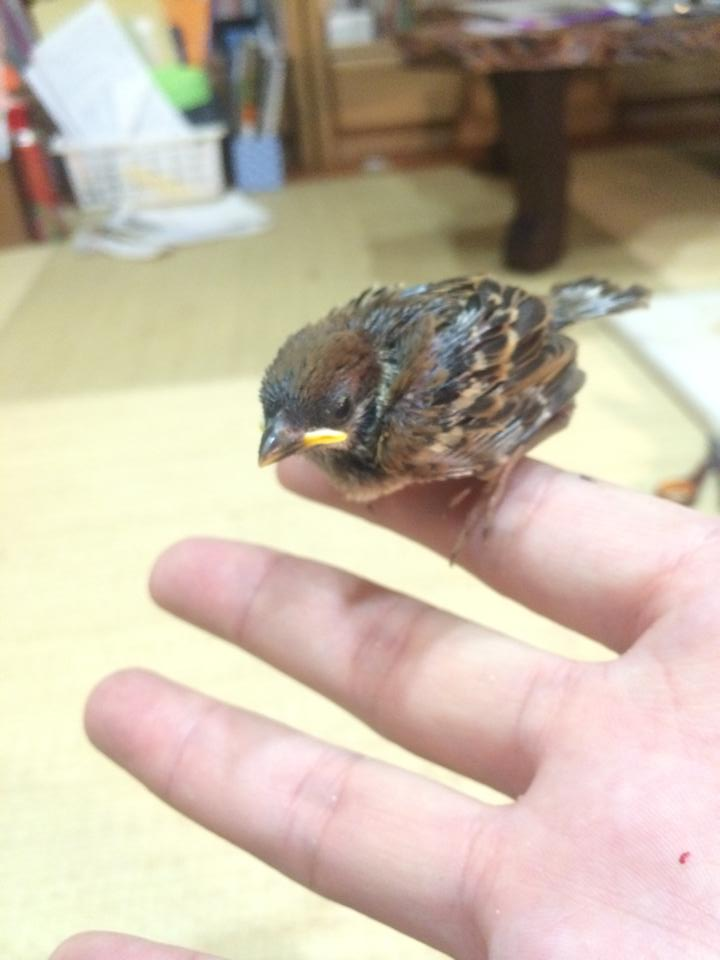
人に懐いたスズメ。道に落ちていた弱った幼鳥を保護・育成したもの

4月前後には巣立ちに失敗したり弱ったりした幼鳥が人間に保護されることも多く、保護ボランティアが募集される自治体もある。日本野鳥の会などでは、弱ったりしていない場合は安易に保護せず2 - 3時間ほど、その場所で親が来ないか離れて観察するように指導しており、衰弱している場合や親鳥が現れない場合は保護して専門家に預けるようにとしている。古くから身近な鳥なのに他の鳥のようにペット化されない理由としては、飛翔力が強くカゴ内で激突して傷付き易いことや、餌を大量に食べるので糞も他の飼い鳥と比べ量が多いこと、砂浴び好きな習性のためカゴ内で餌や新聞紙に身体を激しくこすりつけ周囲に大量の餌や糞を跳ね飛ばすことが挙げられる。一方で平安時代の枕草子にも源氏物語にも雀の子飼いについて記述があり、江戸時代の俳人小林一茶の一連の俳句作品からも、雀を子飼いした形跡が窺えることから、古くからしばしば飼われていたことがあるのも確かで、いつも人のそばに寄り添っていてあまりに身近過ぎ、珍奇性に乏しかったからとも考えられる。
なお、飼ったことのある人の証言では、非常に人懐こく賢いことがしばしば言及され、清少納言も心ときめきするものとして他のどれより文頭に「雀の子飼ひ」を挙げているほどである。個体によっては人語を学習して、単語を話す事例も確認されている。
芸に使われることのある鳥の種類として、タカ、スズメ、ジュウシマツ、ヤマガラ、シジュウカラを挙げている資料があり、同資料においてこの中でスズメはもっとも利口だが飼育が困難、ヤマガラの方が飼育に適し、また調教が楽なので非常に流行ったとの記述がある。

### 種の保全状況
日本産亜種に関しては環境省および都道府県での絶滅危惧種等の扱いは受けておらず、レッドデータブックに記載している都道府県は存在しない。前述のように生息数は減少傾向にあるが、母数が十分にあるために当面の間は絶滅危惧種とはならないという試算結果もある。

### 象徴
スズメの涙に象徴されるように小さいもの、取るに足らないものとして扱われる。
朝鮮半島ではスズメは庶民の象徴とされる。スズメが歩かずに跳ねるのは、神に捧げる稲穂を食べてしまった罰として棒で酷く打たれたからだという言い伝えがあるという。
日本においては、神聖視されてきた歴史もある。まれに突然変異で羽毛の色素がない「白スズメ」が生まれることがある。古来より瑞鳥とし蘇我馬子を雀に喩えたり、聖武天皇や桓武天皇などが白スズメの献上を受けたという記録が残っている。 縁物においては、雀に対し竹が添えられ縁起物となっている。
雀紋（すずめもん）は、雀を図案化した家紋である。勧修寺家などが用いた。雀の添えられた笹・竹紋から派生した家紋で、図案には、「ふくら雀」「飛び雀」「脹雀」「丸に対い雀」「三羽追い雀」などがある。勧修寺家は「雀の丸」を用いていたが、後に竹輪で囲った。こちらは「勧修寺笹」という笹・竹紋である。その派生には、上杉氏の「上杉笹」、その派生である伊達氏の「仙台笹」「宇和島笹」などがある。これらは、まとめて「竹に雀」と呼ばれる。柳生氏の定紋である「地楡に雀（われもこうにすずめ）」は地楡紋である。
大戴禮記では「鳥魚皆生於陰而屬於陽；故鳥魚皆卵；魚游於水，鳥飛於雲。故冬燕雀入於海，化而為蚧。」とし、七十二候の寒露の次候でも「雀入大水為蛤」とする。これに因み日本の俳句でも「雀蛤となる」が秋の季語として採用されている。

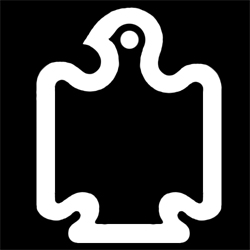
寒雀（雀紋、役者紋）
上杉笹（笹・竹紋）
仙台笹（笹・竹紋）
宇和島笹（笹・竹紋）
地楡に雀（地楡紋）

#### 日本語の慣用句
- 雀の涙 - 「小さい」「ごくわずか」などの形容として用いられる。
- 雀百まで踊り忘れず - 幼い頃からの習慣は容易に変わらないことの例え。
- 欣喜雀躍 - ヒトが喜びのあまり小躍りする様を、両足を揃えてぴょんぴょんと跳ね歩くスズメに例えたもの。
- 雀の踊り足 - 筆跡の拙さの形容。
- 雀脅して鶴失う - 細部にこだわって全体をだめにしてしまうことのたとえ。
- 雀海中に入って蛤となる - 物事が変化しやすいことのたとえ。
- 雀の千声鶴の一声 - つまらない者の千言よりも、すぐれた者の一言の方がまさっているということ
- 雀の巣も構うに溜まる - 量が僅かでも積もり積もれば大きくなることの例え（「塵も積もれば山となる」と同義）。
- 雀の角 - 弱い者が武装したところで恐れるには及ばない。恐れるに足りない武器のたとえ。
- 雀の糠喜び - 喜んだ後に当てがはずれることのたとえ。（「ぬか喜び」と同義）。
- 雀に毬 - 価値がわからない者にとっては、何の値打ちもないものであるというたとえ。(「猫に小判」と同義)。
- すずめ焼き - 同じ具材を幾つも並べて串焼きにした料理を、電線に多数並ぶ雀の姿になぞらえた呼び名。
- 雀刺し - 将棋の戦法のひとつ。
- 雀色時 - 夕方。夕暮れ。黄昏時。

## 呼称
標準和名スズメの語源については、「スズ」は鳴き声を、「メ」はカモメやツバメのように群れをなすことを指している。 漢字表記は日本語の場合「雀」と書き中文（中国語）では「麻雀」と表記する。麻雀（スズメ）は中国の古典では小さな鳥の総称のように用いられた。英語では「 Sparrow 」となる。ただし、Sparrow はスズメ科に分類される鳥の総称として用いられる。
種小名 montanusは「山の」という意味で、分布地に因む名前である。
代表的な小鳥として「スズメ」が用いられることがあり、ベニスズメやウミスズメなど分類学的にはスズメとは近縁種でない鳥にも付けられる。植物や魚類でも小さいという意味を込めて、形容詞として「スズメ」が用いられており、「スズメノカタビラ」や「スズメダイ」などが知られる。逆に昆虫では「スズメ」と付くものは、近縁種に比べて大きいものが多い。「スズメバチ」や「スズメガ」は鳥のスズメに匹敵する大きな虫という意味を込めた命名となっている。これは日本語に限らず英語などでも知られている